# The Dig (filme)
The Dig (no Brasil, A Escavação) é um filme de drama de 2021 dirigido por Simon Stone, baseado no romance homônimo de John Preston de 2007, que reinventa os eventos da escavação de Sutton Hoo em 1939. É estrelado por Carey Mulligan, Ralph Fiennes, Lily James, Johnny Flynn, Ben Chaplin, Ken Stott, Archie Barnes e Monica Dolan.
O filme teve um lançamento limitado em 15 de janeiro de 2021 no Reino Unido e foi lançado mundialmente na Netflix em 29 de janeiro de 2021.

## Enredo
Em 1939, a proprietária de terras de Suffolk, Edith Pretty, contrata o arqueólogo-escavador autodidata Basil Brown para lidar com os grandes túmulos em sua propriedade rural em Sutton Hoo. No início, ela oferece a ele a mesma quantia que ele recebeu do Museu de Ipswich, sobre o salário mínimo agrícola, mas ele diz que é inadequado; ela aumenta sua oferta em 12% para £ 2 por semana (aproximadamente £120 em 2021), que ele aceita. Seus ex-empregadores tentam, sem sucesso, persuadir Brown a trabalhar em uma villa romana que eles consideram mais importante. Eles ignoram Brown, que deixou a escola com apenas 12 anos, quando ele sugere que os montes poderiam ser anglo-saxões ao invés da era viking mais comum.
Trabalhando com alguns assistentes da propriedade, Brown escava lentamente o mais promissor dos montes. Um dia, a trincheira desaba sobre ele, mas ele é escavado a tempo e revivido. Enquanto isso, ele passa mais tempo com Edith, uma viúva, e seu filho, Robert, e ignora as cartas diárias de sua esposa, May. Edith luta com problemas de saúde e é alertada por seu médico para evitar o estresse.
Brown fica surpreso ao descobrir rebites de ferro de um navio, o que só poderia torná-lo o local do enterro de alguém de grande distinção, como um rei. O proeminente arqueólogo local James Reid Moir tenta se juntar à escavação, mas é rejeitado; Em vez disso, Edith contrata seu primo Rory Lomax para se juntar ao projeto. A notícia da descoberta logo se espalha, e o arqueólogo de Cambridge Charles Phillips chega, declara que o local é de importância nacional e assume a escavação por ordem do Office of Works.
Conforme a segunda guerra mundial se aproxima, a Philips traz uma grande equipe, incluindo Peggy Piggott, que descobre o primeiro artefato anglo-saxão. Brown é contratado apenas para manter o local em ordem, mas Edith intervém e ele retoma a escavação. Brown descobre um Merovíngio tremisse, uma pequena moeda de ouro da Antiguidade Tardia, e Philips declara que o local tem grande significado histórico. Philips quer enviar todos os itens ao Museu Britânico, mas Edith, preocupada com os ataques de guerra em Londres, afirma seus direitos. Um inquérito confirma que ela é a proprietária do navio e de seu tesouro inestimável de túmulos, mas ela se desespera enquanto sua saúde continua piorando.
Peggy — que é negligenciada por seu marido, Stuart, que é um homossexual enrustido [carece de fontes?] — começa um romance com Rory, mas ele logo é convocado pela Força Aérea Real. Edith decide doar o tesouro de Sutton Hoo ao Museu Britânico, solicitando que Brown receba reconhecimento por seu trabalho. Ela morre em 1942.
Uma nota afirma que o tesouro foi escondido no metrô de Londres durante a guerra e foi exibido pela primeira vez - sem qualquer menção a Basil Brown - nove anos após a morte de Edith. Apenas recentemente Brown recebeu todo o crédito por sua contribuição e seu nome agora é exibido permanentemente ao lado de Pretty no Museu Britânico.

## Elenco
- Carey Mulligan como Edith Pretty
- Ralph Fiennes como Basil Brown
- Lily James como Peggy Piggott
- Johnny Flynn como Rory Lomax
- Ben Chaplin como Stuart Piggott
- Ken Stott como Charles Phillips
- Archie Barnes como Robert Pretty
- Monica Dolan como May Brown

## Produção
O projeto começou em 2006 quando a produtora Ellie Wood leu o manuscrito de The Dig de John Preston, antes de sua publicação em 2007, e optou pelo romance para adaptá-lo para as telas. Foi anunciado em setembro de 2018 que Nicole Kidman e Ralph Fiennes estavam em negociações para estrelar o filme. No entanto, em agosto de 2019, Kidman não estava mais envolvida com o projeto, com Carey Mulligan escalada para substituí-la. Os direitos do filme também foram transferidos da BBC Films para a Netflix. Lily James entrou em negociações para se juntar ao elenco em setembro. Em outubro de 2019, Johnny Flynn, Ben Chaplin, Ken Stott e Monica Dolan se juntaram ao elenco do filme.
A fotografia principal começou em Shackleford, em Surrey, em outubro de 2019. Norney Grange foi usada como a casa de Pretty em Sutton Hoo, com as filmagens ocorrendo em Suffolk, perto do local da descoberta original.

## Lançamento
O filme foi lançado em um lançamento limitado em 15 de janeiro de 2021. A Netflix lançou o filme mundialmente em 29 de janeiro de 2021.

## Recepção
No agregador de críticas Rotten Tomatoes, o filme tem um índice de aprovação da crítica de 88% com base em 123 resenhas, com uma classificação média de 7,2 / 10. O consenso dos críticos do site diz: "Apresentando performances lindamente combinadas de Ralph Fiennes e Carey Mulligan contra o campo inglês magnificamente filmado, The Dig produz tesouros dramáticos de época" De acordo com o Metacritic, que teve 35 críticos e calculou uma pontuação média ponderada de 73 em 100, o filme recebeu "críticas geralmente favoráveis".
Kevin Maher do The Times deu ao filme 5 de 5 estrelas e o descreveu como um "cinema sério, intelectualmente comprometido e emocionalmente penetrante. Imperdível". Katie Rife do The A.V. Club deu ao filme um B- e escreveu, "apesar de todas as ideias românticas e arrebatadoras do filme, a experiência real de assistir The Dig é muito parecida com sentar em um ponto de ônibus". Em 4 de fevereiro de 2021, o filme foi listado para nove BAFTAs, incluindo Melhor Filme, Excelente Filme Britânico, Diretor, Ator Principal, Cinematografia e Roteiro Adaptado.

## Precisão histórica
Mark Bridge, do The Times, observou que os arqueólogos questionaram a representação de Peggy Piggott no filme como inexperiente e apenas contratada porque seu peso leve não perturbaria o delicado local. Em 1939, Piggott era uma arqueóloga experiente por seus próprios méritos e havia estudado arqueologia na Universidade de Cambridge e na Universidade de Londres. Ela também foi apresentada como casada com um arqueólogo mais velho e experiente, quando na realidade Stuart Piggott era apenas dois anos mais velho (27 e 29 anos, respectivamente), e eles se conheceram enquanto ambos eram estudantes. Além disso, Charles Phillips tinha quase 30 anos, mas é interpretado por Ken Stott na casa dos 60, e a proprietária de terras Edith Pretty tinha cerca de 50 anos, mas é interpretada por Carey Mulligan em seus 30 anos (Nicole Kidman, de 53 anos, tinha originalmente programado para interpretar Pretty).
Bridge também criticou a adição do fictício Rory Lomax como um interesse amoroso de Piggott. O personagem de Lomax, primo de Pretty, é retratado como o fotógrafo. Na realidade, Mercie Lack e Barbara Wagstaff (duas professoras) e O. G. S. Crawford (o oficial arqueológico do Ordnance Survey) tiraram séries de fotos separadamente. As duas mulheres que fotografaram extensivamente o local foram excluídas do livro e do filme para criar um enredo romântico.